# Hvozdnický expres
Hvozdnický expres je sezónní výletní vlak mezi Opavou a Svobodnými Heřmanicemi (dříve mezi Opavou a Jakartovicemi). Spoj je určen především pro volnočasové cestování o víkendech a státních svátcích. Od 24. května 2025 ho provozuje brněnský dopravce Gepard Express.

## Historie
Trať mezi Opavou a Svobodnými Heřmanicemi (či Jakartovicemi) byla otevřena 29. června 1892 a původně sloužila převážně pro dopravu rud a břidlice z místních lomů.  Běžný osobní provoz byl ukončen v dubnu 2014, když České dráhy spoje vyhodnotily jako ztrátové . Pravidelná osobní doprava na trati 314 z Opavy do Svobodných Heřmanic byla ukončena v roce 2014, poté byl společností Railway Capital zahájen provoz výletního Hvozdnického expresu, a to v období mezi měsíci červnem a zářím.
Od 24. května 2025 pak provoz přebral brněnský dopravce Gepard Express. Objednatelem turistických vlaků je Mikroregion Hvozdnice, na financování se podílí též Moravskoslezský kraj a město Opava.

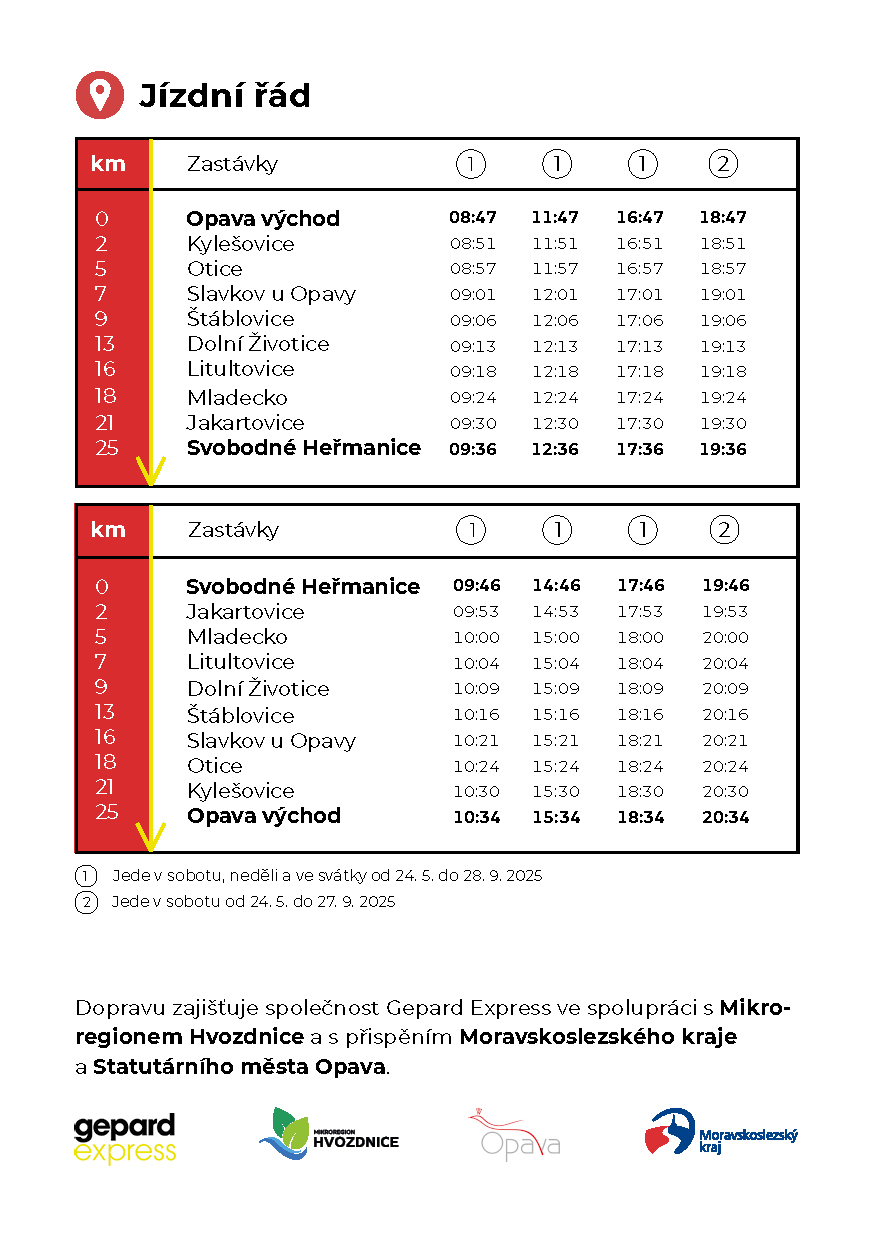
Jízdní řád Hvozdnického expresu v roce 2025

## Stanice a zastávky
Hvozdnický expres zastavuje na své cestě ve všech dopravnách a zastávkách na trati vybavených pro výstup a nástup cestujících. Jezdí pravidelně o víkendech od června do září čtyřikrát denně v obou směrech. 
Obsluhuje deset stanic: Opava východ, Kylešovice, Otice, Slavkov u Opavy, Štáblovice, Dolní Životice, Litultovice, Mladecko, Jakartovice, Svobodné Heřmanice.

## Jednotlivé ročníky
V roce 2014 šlo o první ročník Hvozdnického expresu. 24. dubna 2014 skončila na trati 314 pravidelná osobní doprava. První jízda expresu se uskutečnila 5. července a souprava byla tvořena lokomotivou T435.039 (720.039) a vozy řad CDlm, Btx761, na konci byl zařazen motorový vůz 810.623.[zdroj?]
V roce 2015 se v běžném provozu expresu střídaly motorové vozy 810.623 a 810.405. Koncem sezóny se na Hvozdnickém expresu ukázala s vozem řady BDtax také lokomotiva T334.0682 (710.682). Sezóna byla tentokrát ukončena oproti následujícím ročníkům dříve, konkrétně 23. srpna.[zdroj?]
V roce 2016 se na Hvozdnickém expresu ukázaly nejen motorové vozy 810.602 a 810.623 (případně doplněné vozem BDtax), ale rovněž vůz 810.399 ČD, který na této trati běžně jezdil v pravidelné osobní dopravě v režii ČD.[zdroj?]
V roce 2017 se na Hvozdnickém expresu objevil opět motorový vůz 810.623 občas s vozem „Dřevák“ z roku 1913 nebo novějším vozem řady BDtax, případně doplněné „Hurvínkem“ M131.1454. V roce 2017 Hvozdnický expres ukončil provoz až v první říjnové dekádě.[zdroj?]
V roce 2018 se na Hvozdnickém expresu ukázal motorový vůz 810.405 nebo „Hurvínek“ M131.1454 s vozem CDlm. Na konci sezóny pak jela i lokomotiva 720.509 s vozem „Dřevák“ z roku 1913.[zdroj?]
V roce 2019 jezdil po celou dobu na Hvozdnickém expresu motorový vůz 810.405, za který byl u některých jízd zapojen vůz BDtax řady 011. Na začátku sezóny trať navštívila parní lokomotiva 213.901 se dvěma vozy CDlm a s historickým vozem „Dřevák“ z roku 1913.[zdroj?]
V roce 2020 se na Hvozdnickém expresu ukázalo hned několik zajímavých lokomotiv. Na začátku sezóny 2020 byl na Hvozdnický expres nasazen motorový vůz 810.405, občas i s vozem BDtax. V průběhu sezony se na trati ukázala i lokomotiva 730.639, která nahradila porouchaný vůz 810.405. Následovalo nasazení lokomotivy 721.555 nebo motorového vozu 851.005 (oba stroje ze stáje společnosti Moravská železniční), dále pak motorového vozu 810.602 a lokomotiv 700.851, 710.466 a 711.589. V závěru sezony do provozu opět zasáhl motorový vůz 810.405. Zpestřením byla 4. a 5. září 2020 jízda vlaku ŽiWELL Expres v čele s lokomotivou 749.254 a se čtyřmi osobními vozy Bcee.[zdroj?] Ten se v konečné stanici Svobodné Heřmanice setkal s Hvozdnickým expresem.
V roce 2021 měl jezdit motorový vůz M240.0028 a motorový vůz 811 ZSSK. Také i s vozem Btax780 636.[zdroj?]

## Nehoda 11. 7. 2020
11. července 2020 došlo k pádu stromu na Hvozdnický expres poblíž zastávky Štáblovice. Šlo o soupravu složenou z lokomotivy 721.555 a vozu BDtax 011.636. Ke zranění cestujících ani personálu nedošlo.[zdroj?]